# William Turner Thiselton Dyer
William Turner Thiselton Dyer (28 de juliol 1843, Westminster - 23 de desembre 1928, Whitcombe, Gloucestershire) va ser un botànic anglès.
Era fill de William George Thiselton-Dueyr i de Catherine Jane Firminger. Fa els seus estudis en el "Col·legi Reial" de Londres, de 1861 a 1863, i després en el "Christ Ch." d'Oxford de 1863 a 1865, on va obtenir el seu batxillerat en ciències, el seu Mestratge en Arts, doctorat en lleis, doctorat en ciències i la seva Ph. D.
Es va casar amb Harriet Ann Hooker el 1877, filla de Sir Joseph Dalton Hooker (1817-1911), director del Reial Jardí Botànic de Kew; i van tenir un fill i una filla.
Es va convertir en professor d'història natural a l'Escola Reial d'Agricultura de Cirencester, a partir de 1868, i després professor de botànica al Royal College of Science for Ireland a Dublín", de 1867 a 1872. El 1872, es va convertir en professor de la Royal Horticultural Society de Londres, fins al 1875; on va ser recomanat per Joseph Dalton Hooker.
Thiselton-Dyer va ser assistent del director del Reial Jardí Botànic de Kew el 1875, director el 1885, funció que va conservar just fins al seu retir el 1905. Va fundar el butlletí del Jardí el 1887.
Membre de diverses societats científiques, de la Royal Society el 3 de juny de 1880 (i va ser vicepresident el 1896-1897). Va ser cavaller comanador de l'Ordre de San Miguel i Sant Jordi.
Coautor de Flora of Middlesex (1869) amb Henry Trimen (1843-1896); supervisa l'edició de How Crops are Crown i tradueix amb Alfred William Bennett (1833-1902) l'obra de Julius von Sachs (1832-1897), Lehrbuch der botanik el 1875.
Contribueix a reanomenar plantes amb el lèxic grec-anglès, realitzat per Henry George Liddell (1811-1898) i Robert Scott (1811-1877), a altres en grec i llatí.
Va ser assessor botànic de la "Secretaria d'Estat per a les Colònies", de 1902 a 1906, i membre del Consell Superior de la Universitat de Bristol el 1909.

## Altres publicacions
- Essays on the endowment of research, 1876
- Biologia centrali-americana: or, Contributions to the knowledge of the fauna and flora of Mexico and Central America, 1879 a 1888
- amb William Henry Harvey (1811-1866) flora Carpensis, 1896 a 1925
- Icones Plantarum, 1896 a 1906
- Flora of Tropical Africa, 1897 a 1913
- Index Kewensis, 1905
- amb Robert Allen Rolfe (1855-1921) Orchidaceae in flora of tropical Africa, 1898

## Honors

### Epònims
- (Dipterocarpaceae) Shorea dyerii Thwaites ex-Trimen[1]